# Gamma Arietis
Gamma Arietis (γ Ari, γ Arietis) este o stea binară (de fapt, sistem binar de stele din constelația Berbecul. Numele său tradițional este Mesarthim, a cărui origini nu sunt obscure.  Magnitudinea aparentă vizuală a celor două stele este de 3,86 , care este foarte vizibilă cu ochiul liber. Astfel, este a patra cea mai luminoasă stea din constelație. Bazat pe diferența anuală de paralaxă de 19,88 miliarcsecunde , distanța până la Gamma Arietis este de aproximativ 164 ani-lumină (50 parseci).